# 德國聯邦檔案館
德国联邦档案馆（德语：Bundesarchiv）是德国的国家档案馆。于1952年在科布伦茨的现址成立。隶属于德国总理府下属的联邦文化和媒体专员，1998年之前隶属于联邦内政和家园部。
2008年12月6日，档案馆通过维基共享資源向公众捐赠了100,000张照片。2021年，史塔西档案机构被并入聯邦檔案館。